# Ugo Tommei
Ugo Tommei (Firenze, 15 gennaio 1894 – Monte Asolone, 18 gennaio 1918) è stato uno scrittore italiano.

## Biografia
Autodidatta, iniziò a lavorare come commesso nella storica libreria fiorentina di Ferrante Gonnelli. Strinse contatti con il gruppo futurista de Lacerba (di cui fu collaboratore) e de La Voce, in particolare con Ardengo Soffici, Ottone Rosai e Francesco Meriano.
Successivamente fondò il quindicinale anarchico Quartiere Latino, edito fra il 1913 e il 1914, al quale collaboreranno anche Gian Pietro Lucini e Enrico Cardile.
Sempre nel 1913 aderì all'Unione Anarchica Fiorentina; tuttavia già nel 1914 cambiò posizioni e prese una posizione interventista, venendo per questo attaccato, fra gli altri, anche da Il Libertario.
Arruolatosi nell'Esercito, sottotenente di complemento del 22º Reggimento fanteria "Cremona", morì a 24 anni sul Monte Asalone durante la prima guerra mondiale. Il suo corpo risultò disperso in combattimento. Il suo nome figura fra nell'elenco dei "Futuristi morti in prima linea" stilato da Filippo Tommaso Marinetti.
Gli è stata intitolata una via nella città di Milano.